# Пилильщик германский
Пилильщик германский (лат. Dolerus germanicus) — вид перепончатокрылых из семейства настоящие пилильщики (Tenthredinidae).

## Описание
Пилильщик с длиной тела 7-9 мм.
Голова чёрного цвета. Конечности чаще двухцветные: лапки и голени — чёрные, бёдра и основания голеней — красные. Иногда конечности полностью чёрные, причём цветовая комбинация не всегда одинакова для всех пар конечностей. Половой диморфизм выражен в окраске брюшка. У самки брюшко полностью красное, у самца — основание и конец красного брюшка чёрные. Также у самцов грудь полностью чёрная, в то время как у самок переднегрудь и среднегрудь красного цвета. Крылья затемнённые.
Личинки с 3-мя грудными и 8-ю брюшными ногами. Чаще светло-зеленоватые, иногда розоватые. Голова светлая. Личинки старшего возраста имеют поперечную коричневую полосу, проходящую через глаза. По бокам вдоль всего тела проходит светлая полоса, а также дорсальная (спинная) тёмная полоса.

## Биология
Dolerus germanicus населяет преимущественно влажные местообитания — болота, поймы и берега рек. Лёт происходит с мая по июнь. Личинки Dolerus germanicus весьма узкоспециализированны: кормовыми растениями выступают растения из рода Хвощ (Equisetum), чаще хвощ полевой (E. arvense) и хвощ болотный (E. pratense). Личинки питаются листьями хвоща.
Зимуют в стадии куколки без формирования кокона, как и многие другие представители рода Dolerus, что несвойственно другими настоящим пилильщикам, которые зимуют путём впадания в диапаузу на стадии ложногусеницы.

## Подвиды
Вид Dolerus germanicus включает в себя несколько подвидов. Ниже перечислены некоторые из них:
- Dolerus germanicus fuscipennis (Stephens, 1835) - подвид, обитающий в Монголии. Возможно, обитает в Великобритании[4].
- D. g. germanicus (Fabricius, 1775) - номинативный подвид, обитающий преимущественно в европейском части.
- D. g. sibiricus (Zhelochovtsev, 1935) - подвид, обитающий в Восточной Сибири, Монголии и на Дальневом Востоке.
- D. g. subsolanus (Zhelochovtsev, 1928) - подвид, обитающий в Казахстане[5].
- D. g. meridianus (Zhelochovtsev, 1928) - подвид, обитающий в Турции[6].

## Галерея

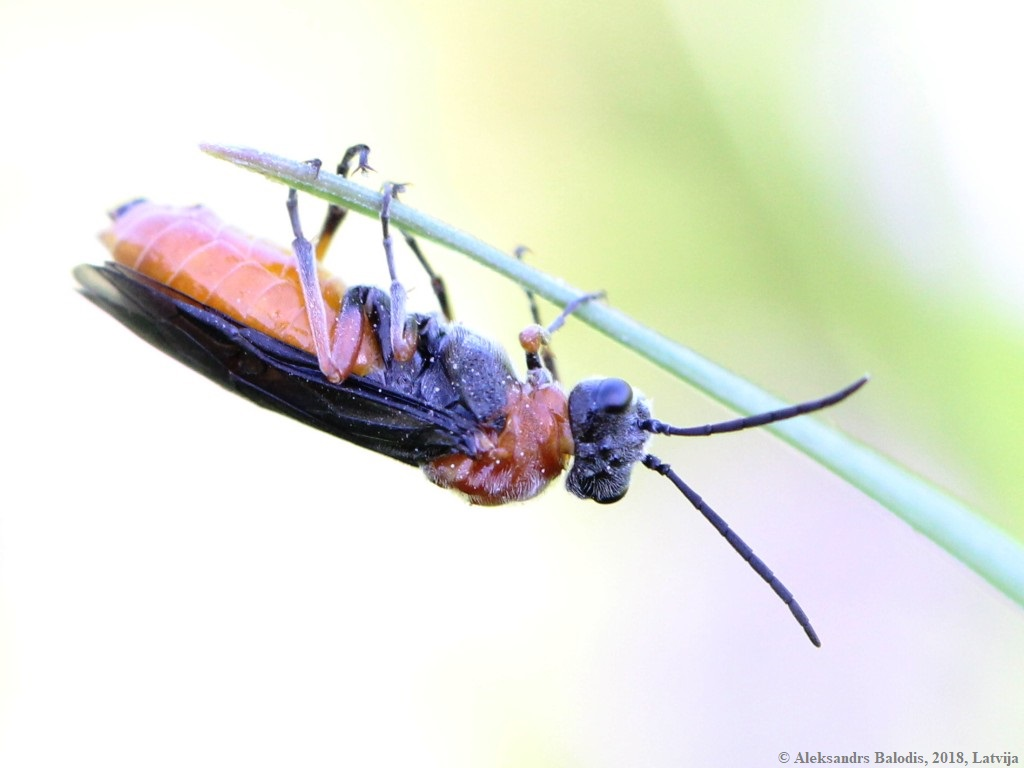
Самка